# بلاوي الهواري
بلاوي الهواري (23 يناير 1926 وهران - 19 يوليو 2017 في وهران) مغن وملحن جزائري ومن أعلام الموسيقى الجزائرية خاصة في طابع الوهراني العصري.

## أعماله
في رصيده أكثر من 500 أغنية، غنى بعضها بصوته، ومنها ما غناها فنانون آخرون مثل صباح الصغيرة وجهيدة والشاب خالد والهواري بن شنات. ومن أشهر ما غنى أغنية «بختة» التي أعادها الشاب خالد ونالت صيتا عالميا.
حصل بلاوي على تكريم بوسام الاستحقاق الوطني قدمه رئيس الجمهورية عبد العزيز بوتفليقة له رفقة مجموعة من الفنانين والمثقفين.
وفي برقية تعزية أسرة الفنان "بلاوي الهواري"، كتب الرئيس عبد العزيز بوتفليقة:
| ” | .. منح بلاوي الهواري ثروة من الإبداعات في الألحان الموسيقية بمختلف الطبوع والمقامات والألوان، كما تخرّج على يديه وبرعايته شباب ذوو مواهب عديدة ومتنوعة أثرت الفضاء الفني وأسهمت في ترقية الموسيقى في بلادنا، وهو بذلك يعد من خيرة الفنانين الجزائريين الذين ستظل الحناجر تشدو بألحانهم وتندى الألسن بأغانيهم الشجية" ... | “ |

## بعض الأغاني
من أشهر أغاني بلاوي :
- يا الوشام : أغنية من صنف الحوزي كتبها الشيخ محمد بن مسايب
- يا مرقوم الريشات
- يا حمام
- طال عذابي وطال نكدي
- سبحان الله رات عيني
- أصحاب البارود
- يا الطالب
- واحد الزين
- ناري يا ناري
- سرج يا فارس اللطام
- صلو علي الهادي البشير
- زبانة
- حمامة
- بي ضاق المور
- العقوبة

## وصلات خارجية
- بلاوي الهواري على موقع ميوزك برينز (الإنجليزية)
- بلاوي الهواري على موقع ديسكوغز (الإنجليزية)
- صفحة عن بلاوي الهواري - على موقع أرشيف التراث الثقافي الجزائري.
- سيرة بلاوي الهواري - على موقع أرشيف التراث الثقافي الجزائري.